# Márcio Trigo
Márcio Trigo de Loureiro (Rio de Janeiro, 4 de maio de 1961) é um escritor, diretor, ator e músico brasileiro.

## Carreira
Ainda na infância, Márcio organizava, em casa, para os familiares, peças teatrais, shows musicais e exposições de arte. Era fácil supor aonde levaria toda aquela criatividade. Aos treze anos, no então ginásio, do Colégio São Fernando, começou a ter aulas de teatro com a atriz Louise Cardoso.
De lá foi para O Tablado e passou a ter aulas com Carlos Wilson (ator) , o Damião, com a própria Louise, e com a grande mestra Maria Clara Machado, que o chamou para a sua primeira peça profissional Camaleão e as Batatas Mágicas, com texto e direção de Clara, no Teatro Municipal de Niterói. Em seguida foi chamado para, junto com Miguel Falabella e Maria Padilha, atuar na peça O Rapto das Cebolinhas, com direção de José Lavigne. Com amigos do Tablado, criou o grupo Manhas & Manias, e fez as peças Diante do Infinito, Manhas e Manias (Prêmio SNT de melhor peça infantil de 1980) e Brincando com Fogo, (Prêmio SNT de Melhor Espetáculo de 1981 e o Troféu Mambembe na categoria especial de melhor Grupo, Movimento ou Personalidade de 1982). Do grupo faziam parte, além de Mário Costa e José Lavigne, Chico Diaz, Claudio Baltar, Andrea Beltrão, Débora Bloch e Pedro Cardoso. Em 1982, com o Manhas e Manias, ajudou a criar o Circo Voador, movimento que mudou os rumos da cultura brasileira. Ainda em 82, mudou-se para São Paulo e organizou, com o grupo, a oficina teatral do Sesc-Pompéia. Com os alunos, montou Zíper Aberto, criação coletiva e O Dragão, de Eugène Schwartz, onde, junto com Mário Costa, fez as músicas e a direção musical. Com o Manhas e Manias, montou o Show Manhas e Manias, Variedades para Quase Todas as Idades (Prêmio APCA de melhor peça de 1982).
De volta ao Rio, montou, com o Manhas e Manias, a peça Recordações do Futuro. Fez as músicas e direção musical das peças Vida de Cachorro, de Flávio de Souza, com direção de José Lavigne, e Sapomorfose, de Cora Rónai, com direção de Antônio Grassi, e escreveu, dirigiu e fez as músicas, junto com Mário Costa, da Ópera-rock Idade Mídia. Em 1985, de novo em O Tablado, atuou, fez as músicas e direção musical da peça Aprendiz de Feiticeiro, com texto e direção de Maria Clara Machado. Foi, com o Circo Voador, para o México, na missão cultural que levou mais de setenta artistas para a Copa de 86. Ainda em 1986, criou e dirigiu a peça Depois de Dois. Fez as músicas e a direção musical na montagem de O Tablado da peça Macbeth, de Shakespeare, com direção de Ricardo Kosovski. Adaptou, dirigiu e atuou ma peça Médico à Força, de Molière.
Em, 1989, foi chamado pelo amigo Charles Myara, para criar o programa de rádio Tá na Hora de Dormir, onde escreveu, adaptou e apresentou mais de cinquenta histórias infantis. Ainda no rádio, criou e apresentou o programa A Hora da Estrela, um programa de botafoguenses para botafoguenses. Em 1992, lançou seu primeiro livro A Verdadeira História dos Sapatinhos de Cristal, pela editora José Olympio. Em seguida, lançou os livros O Pequeno Alquimista, considerado altamente recomendável, pela Fundação Nacional do Livro Infantil e Juvenil (mais de 30.000 exemplares vendidos), Molecagens do Vovô, também considerado Altamente recomendável, com mais de 50.000 exemplares vendidos (e que em 2017 foi adaptado para a linguagem teatral pelo Grupo de Teatro da Uespi), O Penúltimo Dragão Branco, O Pequeno Alquimista e o Elixir da Longa Vida, pela editora Ática, Dentes de Vampiro, pela editora José Olympio (mais de 50.000 exemplares vendidos), e Aninha e o Dragão, pela Thex Editora. Dirigiu e fez as músicas, na sua adaptação do livro O Pequeno Alquimista, em 1993 e Molecagens do Vovô, em 1998, tendo recebido o prêmio Coca-Cola de melhor produção. Adaptou e dirigiu a peça Rê Bordosa, o ocaso de uma doida, de Angeli, com Betty Erthal. Escreveu e dirigiu Os Amigos do Trânsito, peça institucional encomendada pela Cet-Rio, que levou a educação no trânsito para mais de 50 comunidades.
Em 1992, entra para TV Globo, para dirigir o programa Casseta & Planeta, Urgente!, onde ficou por 8 anos. Também em 1993, foi o diretor assistente de Os Trapalhões, com Renato Aragão, Dedé Santana e Mussum, ao lado do Paulo Aragão. Em 2000, chamado por Ricardo Waddington, foi para a programação infantil, onde, com Roberto Talma, foi diretor geral da TV Globinho, de Bambuluá, do Angel Mix e do Sítio do Picapau Amarelo (produto mais vendido pela Globo Marcas). Em 2003, adaptou, com Claudio Lobato, e dirigiu a minissérie A Terra dos Meninos Pelados, de Graciliano Ramos. No ano de 2004, fez a direção geral do quadro do Fantástico Cartão de Visitas, onde Chico Anysio apresentou 40 dos seus mais de 100 personagens. Ainda 2004, adaptou e dirigiu seu livro, na minissérie O Pequeno Alquimista, também lançado em DVD. Fez o programa Linha Direta e Linha Direta Justiça, onde entre outros casos, apresentou Febrônio, o primeiro serial killer brasileiro, A Chacina da Candelária, A Bomba do Riocentro e O Roubo da Taça Jules Rimet. Paralelamente, no teatro, fez as músicas e a direção musical das peças Leonce e Lena, de Georg Buchner e Os Coveiros de Bosco Brasil, ambas com direção de Ricardo Kosovski, e O Alfaiate do Rei, última peça escrita por Maria Clara Machado, com direção de Cacá Mourthé. Dirigiu a peça Maria Minhoca, de Maria Clara Machado, que ficou mais de um ano em cartaz. Na TV Globo, ecreveu e dirigiu a minissérie Clara e o Chuveiro do Tempo, semifinalista do Emmy Awards.
Em 2006, entrou no programa Domingão do Faustão, por onde ficou durante cinco anos, como diretor de criação. Lá, criou e adaptou diversos formatos, entre eles Dança dos Famosos, Dança no Gelo, Circo do Faustão, Quem Chega lá?, Os Imitadores, Cachorrada Vip, Maratoma do Faustão, Os Inventores, Os Encolhidos, Sufoco. 
Dirigiu o DVD Lendas Brasileiras, produzido por Líber Gadelha, história com bonecos cantando músicas inéditas de Cássia Eller, Zé Ramalho, Luiz Melodia, Toquinho, Frejat, entre outros. 
Na literatura, abriu a Mirabolante Editora, onde lançou seus livros Bel e Bia Médico à Força, A História de Cada Um, além da coleção Dez Contos.
No Cinema, ganhou a prêmio Curta Criança, da Ancine, com o curta A História de Cada Um, adaptação do livro. 
Dirigiu os shows Pacote Completo e o Outro Lado da Lua, de Patricia Mellodi. 
Do especial de Natal O Relógio da Aventura foi o criador e Diretor Geral em 2010. 
Foi Cocriador e diretor geral do programa Os Caras de Pau, que ficou no ar durante três anos e ganhou o Prêmio Extra de melhor programa humorístico e o prêmio especial do Montreux Comedy Awards
, em 2011, na Suíça. 
No Teatro, dirigiu a peça A Viagem Fantástica, de Regiana Antonini e Bula na Cumbuca, A história acelerada do samba cadenciado, de Celso Taddei. 
Em 2014, dirigiu as peças Neurótica, com Flávia Reis, Bodas pelo Avesso, de Ecila Pedroso, e o show Anjo Torto, Patricia Mellodi canta Torquato Neto.
Como ator, fez uma participação especial no filme Vestido Para Casar. 
Dirigiu duas temporadas o programa Amor & Sexo, além de dirigir o programa A Grande Farsa no Canal Multishow. 
Criou a Casa de Histórias, que ministra cursos de roteiro desde 2012. 
Roteirizou e dirigiu o clipe Too Many Emotions que recebeu o prêmio de Melhor Videoclipe no Rio Web Fest 2015.
Dirigiu ainda em 2016 junto com Henrique Tavares a peça Apesar de Você de Celso Taddei e Gabriela Amaral. 
Já em 2017, dirigiu a terceira temporada de Multi Tom no Multishow, voltou ao cartaz com a peça Neurótica, no teatro NorteShopping e está em fase de pré produção do filme Nada é Por Acaso, de Zibia Gaspareto, onde dirigirá. Também teve adaptado para peça teatral As Molecagens do Vovô, pelo Grupo de Teatro da UESPI (com direção de Moisés Chaves e elenco: Eduardo Lins como Rafael, Gilvana Morgana como Talita, Cairo Bruno como Ernesto, Janá Silva como Eulália, Pedro Henrique como Vovô e Sueli Xavier como Noêmia).
Em 2018 foi Diretor Geral e comandou o humor no Multishow na quarta temporada de Treme Treme e nos 20 episódios de Dra. Darci com Tom Cavalcante. Também dirigiu o Z4 (seriado infanto juvenil) com 26 episódios exibidos no SBT e na Disney Channel Brasil e América Latina.
Dirigiu também os oito episódios da segunda temporada do Clube 27 websérie.

## Trabalhos

### Livros
| Ano  | Título                                          | Editora      |
| ---- | ----------------------------------------------- | ------------ |
| 1992 | A verdadeira história dos sapatinhos de cristal | Ática        |
| 1993 | O pequeno alquimista                            | Ática        |
| 1997 | O pequeno alquimista e o elixir da longa vida   | Ática        |
| 1998 | Molecagens do vovô                              | Ática        |
| 1999 | O penúltimo dragão branco                       | Ática        |
| 2002 | Dentes de vampiro                               | José Olympio |
| 2003 | Aninha e o dragão                               | THEX         |
| 2008 | Bel e Bia                                       | Mirabolante  |
| 2008 | Dez contos de humor                             | Mirabolante  |
| 2009 | Dez contos policiais                            | Mirabolante  |
| 2009 | Dez contos de terror                            | Mirabolante  |
| 2010 | Médico à força                                  | Mirabolante  |
| 2010 | A história de cada um                           | Mirabolante  |

### Teatro
| Ano  | Título                           | Escalação                                    |
| ---- | -------------------------------- | -------------------------------------------- |
| 1977 | Camaleão e as batatas mágicas    | Ator                                         |
| 1978 | O rapto das cebolinhas           | Ator                                         |
| 1979 | Diante do infinito               | Ator                                         |
| 1980 | Manhas & Manias                  | Ator                                         |
| 1981 | Brincando com fogo               | Ator e Músico                                |
| 1982 | O dragão                         | Diretor Musical                              |
| 1982 | Show Manhas & Manias             | Ator e Diretor Musical                       |
| 1984 | Recordações do futuro            | Ator e Diretor Musical                       |
| 1984 | Vida de cachorro                 | Compositor e Diretor Musical                 |
| 1985 | Sapomorfose                      | Compositor e Diretor Musical                 |
| 1985 | Aprendiz de feiticeiro           | Ator, Compositor e Diretor Musical           |
| 1986 | Depois de dois                   | Autor, Compositor, Diretor Musical e Diretor |
| 1987 | Macbeth                          | Compositor e Diretor Musical                 |
| 1987 | A família monstro                | Autor                                        |
| 1989 | Amigos do trânsito               | Autor e Diretor                              |
| 1992 | Rê Bordosa, o ocaso de uma doida | Diretor                                      |
| 1993 | O pequeno alquimista             | Autor e Diretor                              |
| 1990 | Médico à força                   | Diretor                                      |
| 1998 | Molecagens do vovô               | Autor e Diretor                              |
| 2003 | Maria minhoca                    | Diretor                                      |
| 2003 | Leonce e Lena                    | Compositor e Diretor Musical                 |
| 2005 | O alfaiate do rei                | Compositor e Diretor Musical                 |
| 2005 | As novas molecagens do vovô      | Autor, Compositor e Diretor                  |
| 2005 | Os coveiros                      | Compositor e Diretor Musical                 |
| 2007 | Beijo roubado                    | Codiretor                                    |
| 2009 | Bula da cumbuca                  | Diretor                                      |
| 2012 | Viagem fantástica                | Diretor                                      |
| 2014 | Neurótica                        | Diretor                                      |
| 2014 | Bodas pelo avesso                | Diretor                                      |
| 2016 | Apesar de Você                   | Diretor                                      |
| 2017 | Neurótica                        | Diretor                                      |
| 2017 | As Molecagens do Vovô            | Roteirista                                   |
| 2021 | Sem Fadas                        | Diretor                                      |
| 2022 | Neurótica                        | Diretor                                      |
| 2022 | Caim                             | Diretor Musical                              |

### Televisão
| Ano       | Título                          | Escalação           |
| --------- | ------------------------------- | ------------------- |
| 1992      | Casseta & Planeta, Urgente!     | Diretor             |
| 1993      | Os Trapalhões                   | Diretor Assistente  |
| 2000      | TV Globinho                     | Diretor             |
| 2000      | Bambuluá                        | Diretor             |
| 2000      | Angel Mix                       | Criador e Diretor   |
| 2001      | Sítio do Picapau Amarelo (2001) | Diretor             |
| 2003      | Terra dos Meninos Pelados       | Diretor             |
| 2004      | Cartão de Visitas               | Diretor             |
| 2004      | O Pequeno Alquimista            | Autor e Diretor     |
| 2005      | Linha Direta                    | Diretor             |
| 2006      | Clara e o Chuveiro do Tempo     | Autor e Diretor     |
| 2006/2011 | Domingão do Faustão             | Diretor de Criação  |
| 2006/2009 | Os Caras de Pau                 | Cocriador e Diretor |
| 2009      | O Relógio da Aventura           | Autor e Diretor     |
| 2014      | Amor & Sexo                     | Diretor             |
| 2015      | A Grande Farsa                  | Diretor             |
| 2016      | Multi Tom                       | Diretor             |
| 2018      | Treme Treme                     | Diretor             |
| 2018      | Dra. Darci                      | Diretor             |
| 2018      | Só Toca Top                     | Roteirista          |
| 2018      | Z4                              | Diretor             |
| 2019      | Multi Tom                       | Diretor             |
| 2019      | Treme Treme                     | Diretor             |
| 2019      | Baby & Rose                     | Diretor             |
| 2020      | Xilindró                        | Diretor             |
| 2022      | Lenda Imperial                  | Diretor             |

### Cinema
| Ano  | Título                              | Escalação                   |
| ---- | ----------------------------------- | --------------------------- |
| 1984 | Bete Balanço                        | Ator                        |
| 2006 | A história de cada um               | Autor, Roteirista e Diretor |
| 2014 | Vestido pra Casar                   | Ator                        |
| 2015 | O Suicídio                          | Diretor                     |
| 2015 | Nazareth                            | Diretor                     |
| 2017 | Polícia Federal, A Lei é Para Todos | Consultor Artístico         |
| 2019 | Nada é Por Acaso                    | Diretor (Pré Produção)      |
| 2021 | A Vida Oculta de Renato             | Diretor                     |
| 2022 | Nada É Por Acaso                    | Diretor                     |

### Videoclipes
| Ano  | Vídeo                  | Artista                            | Escalação         |
| ---- | ---------------------- | ---------------------------------- | ----------------- |
| 2001 | Se a gente se entender | Angélica (apresentadora)           | Direção           |
| 2013 | Às vezes               | Patricia Mellodi                   | Roteiro e Direção |
| 2013 | Rosa Guerreira         | Patricia Mellodi                   | Roteiro e Direção |
| 2006 | Pacote Completo        | Patricia Mellodi                   | Roteiro e Direção |
| 2013 | Tudo vai passar        | Patricia Mellodi e Marcelo Miranda | Roteiro e Direção |
| 2015 | Too Many Emotions      | Banda General Rodriguez            | Roteiro e Direção |

### DVDs
| Ano  | Título                   | Artista                         | Escalação |
| ---- | ------------------------ | ------------------------------- | --------- |
| 2008 | Lendas Brasileiras       | Vários                          | Direção   |
| 2013 | Sítio do Picapau Amarelo | Grande Elenco                   | Direção   |
| 2013 | Patricia Mellodi         | Patricia Mellodi                | Direção   |
| 2006 | Cartão de Visitas        | Chico Anysio                    | Direção   |
| 2013 | Os Caras de Pau          | Marcius Melhem e Leandro Hassum | Direção   |

| Ano  | Outros Eventos                  | Função  |
| ---- | ------------------------------- | ------- |
| 2022 | Parque temático Terra dos Dinos | Diretor |

## Prêmios e Indicações
| Ano  | Prêmio                           | Categoria                                                       | Trabalho indicado           | Resultado | Ref    |
| ---- | -------------------------------- | --------------------------------------------------------------- | --------------------------- | --------- | ------ |
| 1980 | VI Prêmio SNT                    | Melhor Espetáculo Infanto-Juvenil                               | Manhas e Manias             | Venceu    | [ 1 ]  |
| 1981 | VII Prêmio SNT                   | Melhor Espetáculo                                               | Brincando com Fogo          | Venceu    | [ 2 ]  |
| 1981 | Troféu Mambembe                  | Categoria Especial                                              | Brincando com Fogo          | Venceu    | [ 3 ]  |
| 1998 | Prêmio Coca-Cola de Teatro Jovem | Melhor Produção                                                 | Molecagens do Vovô          | Venceu    | [ 7 ]  |
| 2006 | Emmy Awards                      | Children and Youth                                              | Clara e o Chuveiro do Tempo | Indicado  | [ 21 ] |
| 2006 | Prêmio Curta Criança da Ancine   | Melhor Curta-Metragem                                           | A história de cada um       | Venceu    |        |
| 2010 | Prêmio Extra de TV               | Melhor humorístico                                              | Os Caras de Pau             | Venceu    | [ 40 ] |
| 2011 | Prêmio Arte Qualidade Brasil     | Melhor programa humorístico Melhor ator de programa humorístico | Os Caras de Pau             | Indicado  | [ 41 ] |
| 2011 | Montreux Comedy Awards           | Melhor comédia de situação                                      | Os Caras de Pau             | Venceu    | [ 42 ] |
| 2015 | Rio Web Fest                     | Melhor Videoclip                                                | Too Many Emotions           | Venceu    | [ 37 ] |